# 相模原市立大野台小学校
相模原市立大野台小学校（さがみはらしりつ おおのだい しょうがっこう）は、神奈川県相模原市南区大野台八丁目に存在する公立の小学校である。

## 教育目標
- 「豊かな心と自らを高める意思を持とうとする子ども」を育成する
- 考える子・やさしい子・はたらく子・たくましい子

## 沿革
- 1974年（昭和49年）
  - 4月1日 - 開校。
  - 4月5日 - 開校式挙行し、開校宣言を行う。
  - 6月1日 - この日（6月1日）を開校記念日に制定。
  - 7月10日 - プール完成（25m×13m・更衣室、機械室等）。
  - 12月31日 - 全校舎完成（ABCD棟）。
- 1975年（昭和50年）3月8日 - 校地校舎、校歌校旗制定記念式挙行。
- 1977年（昭和52年）
  - 2月 - 新設校分離準備委員会発足（大野台小学校）。
  - 4月 - 理科研究「科学的な思考力を高める理科指導」（昭和52・53年度市指定）。
- 1978年（昭和53年）
  - 4月1日 - 大野台中央小学校開校により、学区一部変更し、本校から児童498名転籍。
  - 11月5日 - 理科研究発表会（市指定）。
- 1981年（昭和56年）3月10日 - 中庭飼育舎完成。
- 1982年（昭和57年）
  - 4月 - 「特色ある学校づくり-体と心の健康な人間づくり」（昭和57・58年度市指定）。
  - 5月27日 - 中庭に楽焼小屋完成。
  - 8月26日 - 10周年記念事業（築山(記念樹「やまももの木」）。
- 1983年（昭和58年）
  - 3月12日 - 10周年記念碑設置。
  - 5月7日 - 創立10周年記念式典挙行。
- 1984年（昭和59年）11月16日 - 視聴覚研究発表（市視聴覚研究会委託）。
- 1985年（昭和60年）9月1日 - ランチルーム設置。
- 1987年（昭和62年）4月8日 - みずきクラブ開設。
- 1989年（平成元年）9月 - 大規模改修工事（C・D棟）。
- 1992年（平成4年）
  - 3月25日 - プール改修・改装と自転車置場工事実施。
  - 5月14日 - 20周年航空写真撮影。
  - 9月12日 - 学校週5日制（第2・4土曜日）となる。
  - 11月 - 「台小祭り」の名称が「みずき祭」に変更。
  - 同年内 - パソコンルーム開設。
- 1993年（平成5年）
  - 3月25日 - 飼育舎改修。
  - 4月 - シルバータウン大野台ケアセンター開所。
- 1993年（平成5年）
  - 5月 - 創立20周年記念銅像「みんな友だち」設置。
  - 6月5日 - 創立20周年式典挙行。
- 1997年（平成9年）4月5日 - PTA親と子の工作教室開催。
- 1998年（平成10年） - 防災備蓄倉庫完成。
- 1999年（平成11年）
  - 8月 - 台小ピカピカ大作戦始まる。
  - 同年内 - C棟耐震工事実施。
- 2000年（平成12年）
  - 4月 - 学習ボランティア活動開始。
  - 12月3日 - 外国人講師派遣事業始まる。
- 2001年（平成13年）
  - 7月 - こもれびの森一部を大野台小学校へ借用。
  - 11月 - コミコミスクール（1週間学校公開）開催。
- 2002年（平成14年）
  - 4月 - PTAにより、校外「子ども110番の家」学区マップ発行。同月、「総合的な学習」・「完全週5日制」など、新学習指導要領実施。学校評議員制実施。
  - 6月29日 - 30周年航空写真撮影実施。第1回大野台小フェスタ「手と心をつなぎ迎えよう!ぼくらの30周年」開催。
  - 11月 - A棟耐震工事実施。
- 2003年（平成15年）
  - 6月28日 - 創立30周年記念式典挙行。
  - 8月 - 創立30周年記念品（ビオトープ、記念誌、副読本、航空写真、下敷き）贈呈。同月、D棟耐震工事実施。
- 2004年（平成16年）8月 - 昇降口棟耐震工事。
- 2005年（平成17年）
  - 10月 - 体育館改修工事実施。
  - 11月 - 中庭屋外用時計設置。
- 2006年（平成18年）2月 - C・D棟ベランダ塗装工事実施。同月、中庭屋外用時計設置。
- 2007年（平成19年）
  - 2月 - 大野台小学校学校安全ボランティア設立。
  - 3月24日 - 大野台子どもセンター開館式挙行（児童クラブ移設）。
- 2008年（平成20年）
  - 4月 - みずき級開級。
  - 10月 - D棟トイレ改修工事実施。
- 2009年（平成21年）
  - 10月 - A棟トイレ改修工事実施。
  - 11月 - 更衣室・シャワー室工事完成。
- 2010年（平成22年）8月 - 教室・児童用ロッカー改修。
- 2013年（平成25年）
  - 4月 - 創立40周年記念航空写真撮影実施。
  - 9月 - 1学年教室をA棟1階に、図工室とプレイルームをB棟1階に、それぞれ移動。
  - 10月 - C棟トイレをドライ化。
- 2014年（平成26年）7月 - 体育館屋根改修工事実施。
- 2017年（平成29年）2月 - 屋外トイレ設置実施。
- 2023年（令和5年）11月18日 - 創立50周年記念の集い開催[1]。

## 年間行事
- 5月または10月頃：運動会

## 児童数・学級数
- 本校の児童数は全学年合計で476人。学級数は全学年合計で21学級となっている（2024年（令和6年）5月1日現在）[2]。

## 通学区域
- 相模原市南区[3]
  - 大野台6丁目（4番5号〜23号・5番〜21番）
  - 大野台7丁目
  - 大野台8丁目
  - 西大沼1丁目
  - 西大沼2丁目
  - 西大沼3丁目

## 進学先中学校
- 相模原市南区[4]
  - 相模原市立大野台中学校

## 周辺
- 医療法人直源会相模原南病院 - 敷地が隣接。
- 相模原市立大野台中学校 - 相模原市道をはさんで、一部敷地が隣接。
- 相模原中央緑地
- 相模原大野台七丁目郵便局
- 社会福祉法人さとり ナーサリースクールT&Yこもれびの森（保育園） - 進学前保育園のひとつ。

## 交通アクセス
- 神奈川中央交通「古04」系統で、「相模原南病院前」バス停下車後、
  - 古淵駅行のりばから、徒歩約120m・約2分。
  - 女子美術大学行のりばから、徒歩約95m・約1分。
- JR横浜線古淵駅から、
  - 徒歩約1km・約15分。
  - 上述の神奈中バスに乗車し、「相模原南病院前」バス停下車後、徒歩。